# Kenza
Kenza (arab. كنزة) – album algierskiego piosenkarza i pisarza piosenek Khaleda, wydany w 1999 roku.
Płyta została wznowiona przez wytwornie Ark 21 oraz Wrasse Records. Znalazła się na liście 1001 albumów, których należy wysłuchać przed śmiercią (ang. 1001 Albums You Must Hear Before You Die), opublikowanej przez wydawnictwo Universe Publishing w 2005 roku. Francuskie stowarzyszenie producentów fonogramów i wideogramów (franc. Syndicat national de l’édition phonographique) przyznało albumowi złoty certyfikat w 1999 roku.

## Lista utworów
1. Aâlach Tloumouni - 4:20
2. El Harba Wine - 4:33
3. C'est la nuit - 5:04
4. Imagine - 4:07
muzyka i tekst: John Lennon
5. Trigue Lycee - 4:43
6. E'dir E'sseba - 5:50
7. Ya Aâchkou - 3:57
8. Melha - 6:07
9. Raba-Raba - 5:37
10. El Bab - 5:28
11. El Aâdyene - 5:37
12. Gouloulha-Dji - 5:37
13. Mele H'bibti - 6:29
14. Derwiche Tourneur - 6:00
15. Leïli (arabska wersja C'est la nuit) - 4:20